# Conde de Pontével
O título de Conde de Pontével foi criado por decreto de 2 de Abril de 1662 do rei D. Afonso VI de Portugal a favor de Nuno da Cunha de Ataíde.
Duas pessoas usaram o título:

## Titulares
1. Nuno da Cunha e Ataíde, 1º conde de Pontével e D. Elvira Maria de Vilhena, condessa sua mulher.

São seus representantes D. Maria Mafalda da Silva de Noronha Wagner, 8ª marquesa de Vagos.

## Brasão
Em campo de ouro, nove cunhas de azul, (de ferro) formadas e postas em trez palas, e as quinas de Portugal sobre uma orladura de prata  Elmo de prata a 3/4 tauxeado de ouro e forrado de vermelho; virol e paquifes de ouro e azul; Timbre: coronel de Conde; correias de azul perfiladas de ouro. 
Tachões de ouro.